# Unga mot EU
Unga mot EU (tidigare Unga mot EG) var Folkrörelsen Nej till EU:s ungdomsförbund 1991-2003. Organisationen hade för avsikt att spela en viss roll under folkomröstningarna 1994 och 2003. På årsmötet 2004 förklarades riksorganisationen för vilande och att eventuella Unga mot EU-lokalgrupper istället kunde sortera direkt under Folkrörelsen Nej till EU. Några sådana lokalgrupper finns dock inte för närvarande.

## Ordförande
- Max Andersson (1994-1995)
- Anna Wester (1995-1996)
- Max Andersson (1996-2000)
- Sofia Bergqvist (2000-2001)
- Per Wiklund (2001-2004)